# الحديقة اليابانية (تونس)

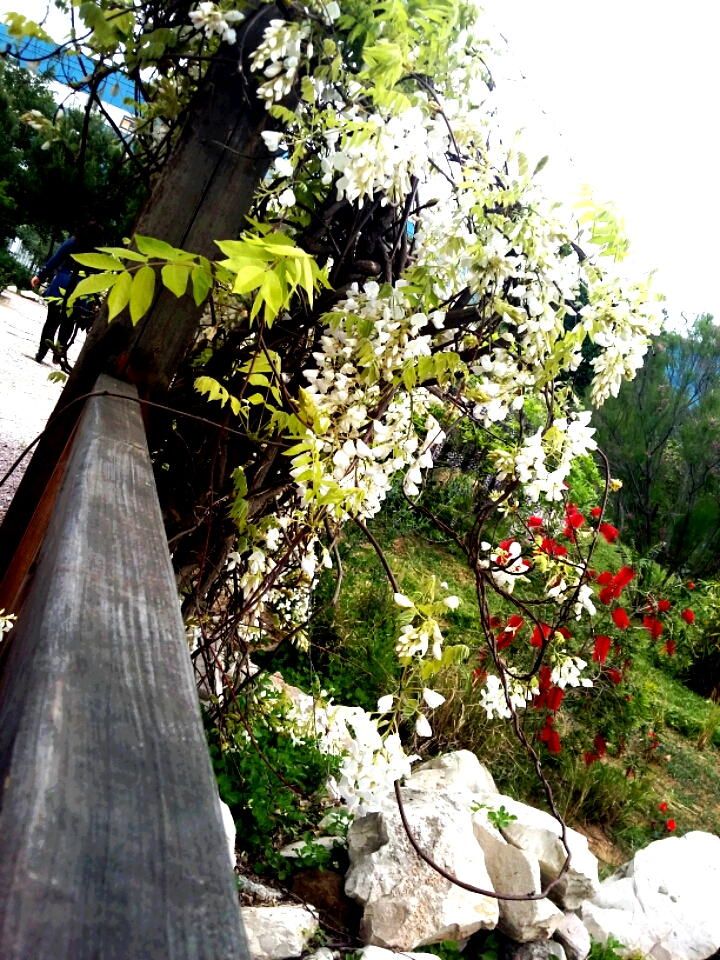
صورة في الحديقة اليابانية بتونس

الحديقة اليابانية بتونس هي حديقة نباتات ترفيهية، أسست على شكل المعمار الياباني وتقع في شارع اليابان في العاصمة التونسية تونس . تمسح الحديقة حوالي 6000 متر مربع، تكلف المشروع حوالي 4.6 مليون دولار ووقد مولت من قبل الوكالة اليابانية الدولية للتعاون .